# Madeline Brewer
Madeline Brewer, född 1 maj 1992 New Jersey, är en amerikansk skådespelare.
Brewer har bland annat medverkat i TV-serierna Orange Is the New Black från 2013 och The Handmaid's Tale (2017–2023). Hon har även medverkat i filmen Cam från 2018.

## Filmografi (i urval)
- 2013 – Orange Is the New Black (TV-serie)
- 2017–2025 – The Handmaid's Tale (TV-serie)
- 2018 – Cam
- 2025 - YOU
- 2025 – Anniversary